# Yamamoto Rihito
Yamamoto Rihito (sinh ngày 12 tháng 12 năm 2001) là một cầu thủ bóng đá người Nhật Bản.

## Sự nghiệp câu lạc bộ
Yamamoto Rihito hiện đang chơi cho Tokyo Verdy.